# Derby Circolo Canottieri Ortigia-Nuoto Catania
Il derby Circolo Canottieri Ortigia-Nuoto Catania, per antonomasia il derby dello Ionio o il derby dei vulcani (per via della matrice vulcanica delle rispettive città, iblea una, etnea l'altra), rappresenta una sfida tra due tradizioni pallanuotistiche, quella di Siracusa e quella di Catania, che si sono scontrate diverse volte nel corso della loro storia e sin dal 1991. Il confronto è risultato importante quando non decisivo in alcuni momenti della storia di entrambe le compagini.
Riconoscendo le due odierne società quali eredi delle rispettive tradizioni sportive cittadine, in totale gli incontri disputati per competizioni ufficiali (Serie A1 e Serie A2 maschili e Serie A1 e Serie A2 femminili, Serie B e Coppa Italia), sono 46. Le città di Siracusa e Catania sono distanti geograficamente circa 52 km.
Fra le due tifoserie esiste una forte rivalità, con origini extra sportive risalenti al periodo della Sicilia greca e maggiormente rilevanti nel gioco del calcio, ma che pian piano è andata diffondendosi in altre discipline sportive.

## Risultati
Dati aggiornati al 27 marzo  2025
Qui di seguito si riporta la lista completa in ordine cronologico dei 51 derby pallanuotistici disputati in gare ufficiali dal 1991.
| Siracusa 1975 ..ª giornata Serie B 1975-1976 1º derby | Ortigia | – | Catania |  |

| Catania 1976 ..ª giornata Serie B 1975-1976 2º derby | Catania | – | Ortigia |  |

| Siracusa 1976 ..ª giornata Serie B 1976-1977 3º derby | Ortigia | – | Catania |  |

| Catania 1977 ..ª giornata Serie B 1976-1977 4º derby | Catania | – | Ortigia |  |

| Siracusa 1977 ..ª giornata Serie B 1977-1978 5º derby | Ortigia | – | Catania |  |

| Catania 1978 ..ª giornata Serie B 1977-1978 6º derby | Catania | – | Ortigia |  |

| Siracusa 1978 ..ª giornata Serie B 1978-1979 7º derby | Ortigia | – | Catania |  |

| Catania 1979 ..ª giornata Serie B 1978-1979 8º derby | Catania | – | Ortigia |  |

| Siracusa 1991 ..ª giornata Serie A1 1991-1992 9º derby | Ortigia | – | Catania |  |

| Catania 1992 ..ª giornata Serie A1 1991-1992 10º derby | Catania | – | Ortigia |  |

| Catania 1993 ..ª giornata Serie A1 1993-1994 11º derby | Catania | 7 – 6 | Ortigia |  |

| Siracusa 1994 ..ª giornata Serie A1 1993-1994 12º derby | Ortigia | 13 – 12 | Catania |  |

| Catania 1994 ..ª giornata Serie A1 1994-1995 13º derby | Catania | – | Ortigia |  |

| Siracusa 1995 ..ª giornata Serie A1 1994-1995 14º derby | Ortigia | – | Catania |  |

| Siracusa 1995 ..ª giornata Serie A1 1995-1996 15º derby | Ortigia | – | Catania |  |

| Catania 1996 ..ª giornata Serie A1 1995-1996 16º derby | Catania | – | Ortigia |  |

| Siracusa 1996 ..ª giornata Serie A1 1996-1997 17º derby | Ortigia | – | Catania |  |

| Catania 1997 ..ª giornata Serie A1 1996-1997 18º derby | Catania | – | Ortigia |  |

| Siracusa 1997 ..ª giornata Serie A1 1997-1998 19º derby | Ortigia | – | Catania |  |

| Catania 1998 ..ª giornata Serie A1 1997-1998 20º derby | Catania | – | Ortigia |  |

| Siracusa 1999 ..ª giornata Serie A1 1999-2000 21º derby | Ortigia | – | Catania |  |

| Catania 2000 ..ª giornata Serie A1 1999-2000 22º derby | Catania | – | Ortigia |  |

| Siracusa 2000 ..ª giornata Play-out Serie A1 1999-2000 23º derby | Ortigia | – | Catania |  |

| Catania 2000 ..ª giornata Play-out Serie A1 1999-2000 24º derby | Catania | – | Ortigia |  |

| Catania 29 ottobre 2002 5ª giornata Serie A1 2002-2003 25º derby | Catania | 11 – 10 | Ortigia |  |

| Siracusa 10 dicembre 2003 12ª giornata Serie A1 2002-2003 26º derby | Ortigia | 14 – 15 | Catania |  |

| Siracusa 12 gennaio 2005 5ª giornata Play-out Serie A1 2004-2005 27º derby | Ortigia | 8 – 12 | Catania |  |

| Catania 8 marzo 2005 12ª giornata Play-out Serie A1 2004-2005 28º derby | Catania | 8 – 8 | Ortigia |  |

| Catania 30 novembre 2005 3ª giornata Serie A1 2005-2006 29º derby | Catania | 10 – 10 | Ortigia |  |

| Siracusa 07 febbraio 2006 10ª giornata Serie A1 2005-2006 30º derby | Ortigia | 9 – 6 | Catania |  |

| Siracusa 2006 2ª giornata Serie A1 2006-2007 31º derby | Ortigia | 8 – 11 | Catania |  |

| Catania 2007 9ª giornata Play-out Serie A1 2006-2007 32º derby | Catania | 9 – 7 | Ortigia |  |

| Siracusa 2009 ..ª giornata Serie A2 2009-2010 33º derby | Ortigia | – | Catania |  |

| Catania 2010 ..ª giornata Serie A2 2009-2010 34º derby | Catania | – | Ortigia |  |

| Catania 26 ottobre 2011 4ª giornata Serie A1 2011-2012 35º derby | Catania | 8 – 10 | Ortigia |  |

| Siracusa 21 dicembre 2011 15ª giornata Serie A1 2011-2012 36º derby | Ortigia | 10 – 7 | Catania |  |

| Catania 22 febbraio 2014 10ª giornata Serie A2 2013-2014 37º derby | Catania | 13 – 7 | Ortigia |  |

| Catania 17 maggio 2014 21ª giornata Serie A2 2013-2014 38º derby | Catania | 18 – 8 | Ortigia |  |

| Catania 29 novembre 2014 3ª giornata Serie A2 2014-2015 39º derby | Catania | 12 – 11 | Ortigia |  |

| Siracusa 07 marzo 2015 14ª giornata Serie A2 2014-2015 40º derby | Ortigia | 9 – 10 | Catania |  |

| Siracusa 06 gennaio 2018 11ª giornata Serie A1 2017-2018 41º derby | Ortigia | 5 – 5 | Catania |  |

| Catania 05 maggio 2018 21ª giornata Serie A1 2017-2018 42º derby | Catania | 7 – 9 | Ortigia |  |

| Catania 22 dicembre 2018 11ª giornata Serie A1 2018-2019 43º derby | Catania | 11 – 11 | Ortigia |  |

| Siracusa 27 aprile 2019 21ª giornata Serie A1 2018-2019 44º derby | Ortigia | 10 – 11 | Catania |  |

| Siracusa 18 settembre 2021 1ª giornata Coppa Italia 45º derby | Ortigia | 12 – 6 | Catania |  |

| Catania 29 ottobre 2021 4ª giornata Serie A1 2021-2022 46º derby | Catania | 10 – 11 | Ortigia |  |

| Siracusa 17 novembre 2022 5ª giornata Serie A1 2022-2023 47º derby | Ortigia | 12 – 4 | Catania |  |

| Catania 25 febbraio 2023 18ª giornata Serie A1 2022-2023 48º derby | Catania | 11 – 17 | Ortigia |  |

| Catania 21 ottobre 2023 5ª giornata Serie A1 2023-2024 49º derby | Catania | 11 – 12 | Ortigia |  |

| Catania 20 dicembre 2024, ore 15:00 11ª giornata Serie A1 2024-2025 50º derby | Catania | 8 – 13 | Ortigia |  |

| Siracusa 29 marzo 2025, ore 15:00 24ª giornata Serie A1 2024-2025 51º derby | Ortigia | 17 – 12 | Catania |  |